# Kinneret
Kvutzat Kinneret (Hebreeuws: קְבוּצַת כִּנֶּרֶת) is de op een na oudste kibboets van Israël. De kibboets is gesticht in 1913 door Oost-Europese immigranten op de grond van een in 1908 door de World Zionist Organization gestichte landbouwnederzetting. 
De kibboets Kinneret ligt aan het Meer van Tiberias. Ze is genoemd naar de oude Hebreeuwse naam van dit meer, dat ook wel het Meer van Galilea heet, en van een dorpje uit de Bijbelse tijd dat iets verder naar het noordwesten eveneens aan dat meer lag. Het behoorde tot het gebied van de stam Naftali. In het Nieuwe Testament is dit dorp bekend onder de vergriekste naam Gennesaret.
Kinneret had in 2007 zo’n 500 leden. De belangrijkste commerciële activiteiten van Kinneret zijn: Het kweken van dadels en olijven en het faciliteren van toeristische activiteiten. Zo heeft de kibboets een restaurant dat plaats biedt aan 300 personen.
De Israëlische componist en tekstdichter Naomi Shemer is geboren op de kibboets Kinneret.